# Sprint (Formel 1)
Sprint inom bilsporten Formel 1 är ett kortare race som körs vid sex utvalda VM-deltävlingar. Loppet är 100 km långt (ungefär en tredjedel av ett vanligt grand prix-race) och utan avbröt varar det i cirka 30 minuter. Sprintloppen körs på lördagens första pass och de åtta bästa förarna i varje race tilldelas poäng i förar- och konstruktörs-VM enligt skalan 8–7–6–5–4–3–2–1. 
Sprint infördes första gången på försök, under namnet sprintkval, i säsongen 2021 vid tre VM-deltävlingar. Formel 1:s styrande organ FIA introducerade sprintkval som ett sätt att tillföra tävlingshelgen ännu en spänningsmoment och höja tilldragningen till tvälingshelgens alla tre dagar. Sprint tilldelas banor som ger större möjligheter för omkörning. Till säsongen 2022 döptes sprintkval om till sprint.

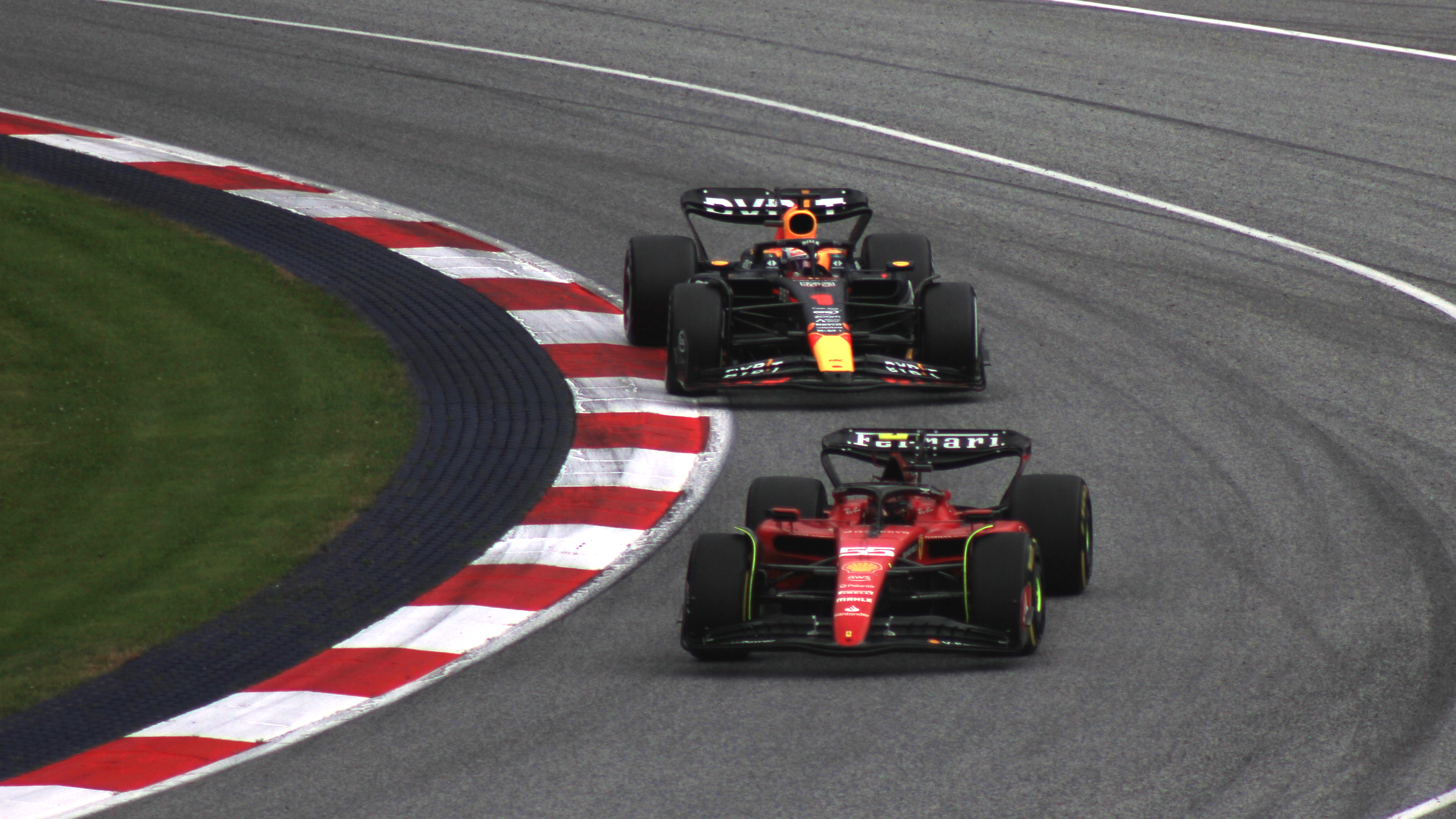
Formel 1-bilar i Österrikes Grand Prix 2023.

Under de två första sprintsäsongerna bestämdes startordningen i söndagens VM-race av sprintkvalet, som efter första säsongen döptes om till sprint. Det vanliga kvalet som på sprinthelger kördes på fredagens andra pass istället bestämde startordningen i sprintloppet. På det sättet fick sprinthelgers alla tre dagar en tävlingsmoment var, kval på fredag, sprint på lördag och VM-race på söndag.
Första säsongen utdelades tre till en poäng till de tre bästa förarna i sprintloppen men från andra säsongen ändrades detta till att de åtta främsta förarna fick åtta till en poäng. Säsongen 2023 ändrades sprinthelgers format så att sprintloppen inte längre bestämde VM-loppens startordning och blev endast poänggivande, fortsatt med åtta till en poäng till de åtta bästa förarna. Den säsongen höjdes antalet grand prix som utdelas sprint till sex.

## Sprinthelgers format
Alla VM-deltävlingar i Formel 1 uppdelas i fem pass som vanligtvis pågår över en helg, från fredag till söndag. Aktiviteterna på de fem passen skiljer sig mellan vanliga tävlingshelger och sprinthelger. Det aktuella upplägget för de fem passen under sprinthelger är följande:
| Tid                   | Aktivitet           | Förklaring |
| --------------------- | ------------------- | --- |
| Fredagens första pass | Fri träning 1 (FP1) | Fri träning (engelska: free practice, förkortad FP) är en entimmes lång träningssession som ger teamen möjlighet att samla data och prova sig fram till de mest optimala inställningarna på bilen för den aktuella banan. Sprinthelger har bara en fri träning istället av det vanliga tre. Efter FP1 kan teamen fortsätta att jobba med bilarna och göra ändringar på dem fram till starten av sprintkvalet, då bilarna ställs under parc fermé-villkor. |
| Fredagens andra pass  | Sprintkval (SQ)     | Sprintkval (engelska: sprint qualifying, förkortad SQ) bestämmer startordningen i sprintloppet. Det körs i tre delar som är kortare än i vanliga kval, SQ1 är 12 minuter lång (15 förare går vidare), SQ2 är 10 minuter lång (10 förare går vidare) och SQ3 är 8 minuter lång. |
| Lördagens första pass | Sprint (S)          | Sprint är ett kortare lopp på 100 km som ger poäng i förar- och konstruktörs-VM till de åtta bästa förarna i skalan 8–7–6–5–4–3–2–1. Efter sprintloppet är bilarna inte längre under parc fermé-villkor. |
| Lördagens andra pass  | Kval (Q)            | Kval (engelska: qualifying, förkortad Q) bestämmer startordningen i söndagens VM-race. Körs i tre delar, Q1 som är 18 minuter lång (15 förare går vidare), Q2 som är 15 minuter lång (10 förare går vidare) och Q3 som är 12 minuter lång. Vid starten av kvalet ställs bilarna åter under parc fermé-villkor som gäller till starten av söndagens huvudlopp.                                                                                             |
| Söndag                | VM-race (GP)        | Huvudloppet på 300 km + ett varv där de tio bästa förarna tilldelas poäng i förar- och konstruktörs-VM enligt skalan 25–18–15–12–10–8–7–4–2–1 baserat på deras slutplacering. En extra poäng går till föraren som noterar det snabbaste varvet i loppet, förutsatt att föraren går i mål på någon av de 10 främsta positionerna. |

| Tid                   | Aktivitet           |
| --------------------- | ------------------- |
| Fredagens första pass | Fri träning 1 (FP1) |
| Fredagens andra pass  | Fri träning 2 (FP2) |
| Lördagens första pass | Fri träning 3 (FP3) |
| Lördagens andra pass  | Kval (Q)            |
| Söndag                | VM-race (GP)        |

Sprintloppens slutresultat brukar i jämförelse med vanliga VM-lopp vara lite mer ovissa. Det beror på att inför sprintloppen har teamen kortare tid på sig att samla data, förbreda bilen och komma fram till den bästa strategin för den aktuella banan. Även resultatet i huvudloppet kan påverkas av sprinthelgers upplägg.
Under vanliga tävlingshelger som inte innehåller sprint, har teamen tre fria träningspass på sig att samla data och prova sig fram till de bästa inställningarna på bilen för söndagens VM-lopp. De kan jobba med bilen och göra ändringar på den från starten av den första fria träningen på fredagens första pass fram till kvalets start på lördagens andra pass då bilarna ställs under parc fermé-villkor.
Inför sprintloppet har teamen bara en fri träningspass på sig att testa olika inställningar på bilen och de får bara jobba med bilen och göra ändringar på den från starten av den första fria träningen på fredagens första pass fram till starten av sprintkvalet på fredagens andra pass då bilarna ställs under parc fermé-villkor. Därför är förbredelsetiden för sprintlopp är i jämförelse med vanliga VM-race betydligt kortare.
Efter sprintloppet tas bilarna ur parc fermé-villkor och teamen kan göra ändringar på bilen fram till början av kvalet då parc fermé-vilkor åter börjar gälla. Detta gör att under sprinthelger teamen har även kortare förbredelsetid för huvudloppet, vilket kan påverka resultatet.

## Sprint under säsongen 2025
För utdelade poäng i sprint se Formel 1-VM 2025
Under säsongen 2025 körs det sprint i följande sex VM-deltävlingar:
| Nr     | Grand Prix            | Bana                                     | Datum       |
| ------ | --------------------- | ---------------------------------------- | ----------- |
| 1      | Kinas Grand Prix      | Shanghai International Circuit, Shanghai | 22 mars     |
| 2      | Miamis Grand Prix     | Miami International Autodrome, Miami     | 3 maj       |
| 3      | Österrikes Grand Prix | Red Bull Ring, Steiermark                | 26 juli     |
| 4      | USA:s Grand Prix      | Circuit of the Americas, Austin          | 18 oktober  |
| 5      | Brasiliens Grand Prix | Autódromo José Carlos Pace, São Paulo    | 8 november  |
| 6      | Qatars Grand Prix     | Lusail International Circuit, Lusail     | 29 november |
| Källa: |                       |                                          |             |

## Historia

### Säsongen 2021
Säsongen 2021 infördes sprint under namnet sprintkval på försök vid tre VM-deltävlingar,  Storbritanniens, Italiens och Brasiliens Grand Prix. Under de tävlingarna  kördes sprintkval på lördagens andra pass och bestämde startuppställningen i söndagens huvudlopp: segraren tog pole position, och föraren som slutade sist fick starta längst bak. De tre främst placerade bilarna fick poäng i förar- och konstruktörs-VM enligt skalan 3–2–1. Loppen var 100 kilometer långa, det vill säga en knapp tredjedel av en vanlig tävlingsdistans, och fick pågå i max en timme (eller en och en halv timme inklusive avbrott för rödflagg). Det var tillåtet att köra hela sprintkvalet på samma set torrdäck. I övrigt var reglerna desamma i sprintkvalet som i ett vanligt lopp.
Startuppställningen i sprintkvalet bestämdes i det vanliga kvalet, som under en sprinthelg kördes på fredagens andra pass i stället för på lördagen. I kvalet fick bara däck med den mjuka gummiblandningen användas, till skillnad från en vanlig tävlingshelg där valet av däck var fritt. Däremot var valet av däck fritt i starten i både sprintkvalet och söndagens lopp, till skillnad från en vanlig tävlingshelg där förarna som gått till Q3 i kvalet måste starta på ett visst set däck.
Ett träningspass på 60 minuter hölls före kvalet på fredagens första pass och ett andra träningspass på 60 minuter hölls på lördagens första pass före sprintkvalet. Bilarna var under parc fermé-regler från inledningen av kvalet till starten i söndagens lopp, men till skillnad från en vanlig tävlingshelg tilläts byte av bromsskivor och bromsbelägg, avgassystem, oljefilter, luftfilter och tändstift. Dessutom fick delar som skadas under en sprintkvalshelg bytas ut mot delar som inte är exakt likadana. Reservdelar måste dock vara av en specifikation som har använts tidigare under säsongen i antingen kval eller lopp.
Den ursprungliga tanken var att startuppställningen i sprintkvalet skulle vara mästerskapsställningen i omvänd ordning med ledaren i förar-VM längst bak. Förslaget vann inte gehör hos alla stall och förare, och i februari 2021 meddelade Formel 1:s vd Stefano Domenicali att förslaget om omvänd startordning inte längre var aktuellt.

### Säsongen 2022
Säsongen 2022 kördes sprint vid Emilia Romagnas, Österrikes och Brasiliens Grand Prix. Inför säsongen döptes sprintkval om till sprint och två ändringar infördes i upplägget. Man började tilldela poäng till de åtta bästa förarna i sprintloppen i stället för de tre bästa som under 2021. De fick poäng i förar- och konstruktörs-VM enligt skalan 8–7–6–5–4–3–2–1. Sprintens resultat bestämde fortsatt startordningen i söndagens VM-race förutom första startpositionen (pole position) som nu istället tilldelades den förare som var snabbast i fredagens kval.

### Säsongen 2023
Säsongen 2023  höjdes antalet grand prix som tilldelats sprint från tre till sex stycken. De utvalda VM-deltävlingarna var Azerbajdzjans, Österrikes, Belgiens, Qatars, USA:s och Brasiliens Grand Prix. Den säsongen gjordes det flera ändringar i sprinthelgens format. Från och med den säsongen baserades inte startordningen i söndagens race längre på resultatet i sprintloppet utan det ändrades till att istället baseras på kvalet som under sprinthelger kördes på fredagens andra pass.
För att bestämma startordningen i sprintloppet infördes ett nytt kval med namnet sprint shootout som kördes på lördagens första pass. Sprint shootout var uppdelad i tre delar som var kortare jämfört med det vanliga kvalet. Första delen (SQ1) var 12 minuter lång och däck med hård gummiblandning var obligatorisk, andra delen (SQ2) var 10 minuter lång och fick köras på mediumdäck och tredje delen (SQ3) var 8 minuter lång och måste köras på däck med mjuk gummiblandning. Sprinten som kördes på lördagens andra pass hade inte längre någon inverkan på söndagens huvudrace och blev därmed endast poänggivande.

### Säsongen 2024
Säsongen 2024 tilldelades sprint till Kinas, Miamis, Österrikes, USA:s, Brasilliens och Qatars grand prix. Sprint shootout döptes om till sprintkval (SQ) och flyttades till fredagens andra pass. Det blev obligatorisk med mediumdäck i SQ1 och SQ2 och mjuka däck i SQ3. Sprintloppet flyttades till lördagens första pass och kvalet för huvudloppet lades på lördagens andra pass.
Under de tre första säsongerna av sprint var parc fermé-villkor gällande från starten på fredagens kval till slutet av söndagens VM-race. Efter sprinthelgens formatändring i säsongen 2024 ändrades detta och sprinthelger fick två separata perioder av parc fermé-villkor. Den första varade från starten av sprintkvalet på fredagens andra pass till början av sprinten på lördagens första pass. Den andra varade från början av lördagens kval till början av söndagens VM-race. Detta gjorde det möjligt för teamen att ändra och finjustera bilarna mellan slutet av sprinten och starten av kvalet på lördag eftermiddagen.

## Säsongen 2025
Säsongen 2025 kommer sprintrace att köras i Kina, Miami, Belgien, USA, Brasilien och Qatar. Inga förändringar av formatet skedde den här säsongen.